# Юдіт Ігнасіо
Юдіт Ігнасіо (18 березня 1994) — іспанська плавчиня.
Призерка юнацьких Олімпійських Ігор 2010 року, учасниця Ігор 2012, 2016 років.
Призерка Чемпіонату Європи з водних видів спорту 2014, 2016 років.
Чемпіонка світу з плавання серед юніорів 2011 року.